# Backtrackin’
Backtrackin’ (alternativ als: Back Trackin’ oder Backtrackin’ · History) ist ein Doppel-Kompilationsalbum des britischen Rockmusikers Eric Clapton. Es erschien zuerst im Mai 1984 unter dem Plattenlabel Starblend (821 937-1) und ist Claptons siebtes Best-Of-Album. Die Veröffentlichung beinhaltet Claptons populärste Songs sowohl mit den Bands Cream, Blind Faith, Derek and the Dominos als auch solo bis zur Veröffentlichung des Livealbums Just One Night.

## Veröffentlichung
Zunächst wurde das in Deutschland gepresste Album in den damals typischen Regionen Europas, darunter Deutschland, Spanien, Frankreich, die Niederlande, Großbritannien, Griechenland, Portugal sowie Polen veröffentlicht. In den Vereinigten Staaten von Amerika und Kanada war das Album nur als Import verfügbar. Nach dem großen kommerziellen Erfolg einer vorherigen Kompilation namens Timepieces: The Best of Eric Clapton, welche weltweit mehr als 13,4 Millionen Tonträger absetzen konnte, entschied sich die Plattenfirma Polydor Records, die Vermarktungsrechte für das Album zu sichern und es in sowohl Australien und Neuseeland als auch Asien in den Ländern Japan und Südkorea zu verkaufen. In China wurde das Album nicht zum Verkauf freigegeben. Die Originalversion erschien auf den Formaten Vinyl, Compact Disc und Musikkassette. Heute steht das Album auch zum digitalen Musikdownload zur Verfügung.
Die ursprüngliche Schallplatte war auf jeder Seite unterschiedlich eingeteilt. Die Stücke 1–6 (CD 1) wurden auf der LP als „Singles“ bezeichnet, die Songs 7–11 (CD 1) als „History (Geschichte)“ auf der zweiten Seite, die dritte Seite Stücke 1–6 (CD 2) als „Classics (Klassiker)“ und Seite vier war mit Live-Aufnahmen bestückt. Dieselbe Einteilung findet sich auch auf den CDs wieder und ist verantwortlich für die alternativen Betitelungen der Veröffentlichung. Die Produktion des Albums auf Schallplatte und Kassette wurde Ende der 1990er Jahre eingestellt.

## Titelliste
| 1. I Shot the Sheriff (Bob Marley) – 4:26 2. Knockin’ on Heaven’s Door (Bob Dylan) – 4:26 3. Lay Down Sally (Eric Clapton, Marcy Levy, George Terry) – 3:55 4. Promises (Richard Feldman, Roger Linn) – 3:05 5. Swing Low, Sweet Chariot (Traditional) – 3:35 6. Wonderful Tonight (Clapton) – 3:45 7. Sunshine of Your Love (Pete Brown, Jack Bruce, Clapton) – 4:14 8. Tales of Brave Ulysses (Clapton, Martin Sharp) – 2:50 9. Badge (Clapton, George Harrison) – 2:46 10. Little Wing (Jimi Hendrix) – 5:38 11. Layla (Clapton, Jim Gordon) – 7:10 | 1. Cocaine (J.J. Cale) – 3:40 2. Strange Brew (Clapton, Gail Collins, Felix Pappalardi) – 2:48 3. Spoonful (Willie Dixon) – 6:32 4. Let It Rain (Bonnie Bramlett, Clapton) – 5:08 5. Have You Ever Loved a Woman (Billy Myles) – 7:04 6. Presence of the Lord (Clapton) – 4:49 7. Crossroads (live) (Robert Johnson) – 4:17 8. Roll It Over (live) (Clapton, Bobby Whitlock) – 6:39 9. Can't Find My Way Home (live) (Steve Winwood) – 5:16 10. Blues Power (live) (Clapton, Leon Russell) – 7:26 11. Further on Up the Road (live) (Joe Medwick, Don Robey) – 7:08 |

## Rezeption

### Kritikerstimmen
Der Kritiker Stephen Thomas Erlewine der Musikwebsite Allmusic bezeichnet die Veröffentlichung als „ambitionierten Versuch, einen Überblick über Claptons damalige 20 Jahre lange Karriere zu zeigen“ und notiert dabei, dass die Einteilung der musikalischen Themen auf A- und B-Seite an manchen Stellen „etwas heikel“ sei, da einige der „Klassiker“ reine Hit-Songs wären und nicht alle Hits, vor allem aus Claptons Zeit mit The Yardbirds oder The Bluesbreakers, auf der Kompilation zu finden sind. Abschließend verleiht der Kritiker dem Werk 3,5 von 5 möglichen Sternen und bezeichnet Backtrackin’ als „grundsätzlich gute Veröffentlichung über Claptons erste zwei Dekaden seiner Karriere“. Billboard-Journalistin Moira McComrick bewertete das Album mit 4 von 5 Sternen und bezeichnete Backtrackin’ als „großartig“.

### Chartplatzierungen
Backtrackin’ konnte nicht an einen großen kommerziellen Erfolg wie die Vorgängerkompilationen und Millionenseller The History of Eric Clapton oder Timepieces: The Best of Eric Clapton anknüpfen. In Europa belegte die Veröffentlichung Platz 79 der Niederländischen Albumcharts, den Dutch Charts, und trat nach nur einer Woche wieder aus der Hitparade aus. Im Vereinigten Königreich stieg das Album auf Platz 37 in die Charts der Official Charts Company Ende Juni ein. Nach dem Erreichen der Höchstposition 29 drei Wochen später stieg das Album nach insgesamt 16 Wochen in den Britischen Musikcharts aus. Am 31. März 2017 wurde die CD-Veröffentlichung des Albums vom 31. Dezember 1993 mit einer Silbernen Schallplatte für Verkaufszahlen von mehr als 60.000 Einheiten in Großbritannien prämiert. In Neuseeland erreichte das Album Position 35 und verblieb insgesamt vier Wochen in den Charts der Recording Industry Association und wurde später mit einer Platinschallplatte für 15.000 verkaufte Tonträger ausgezeichnet.

### Auszeichnungen für Musikverkäufe
| Land/Region                  | Auszeichnungen für Musikverkäufe (Land/Region, Auszeichnung, Verkäufe) | Verkäufe |
| ---------------------------- | ---------------------------------------------------------------------- | -------- |
| Neuseeland (RMNZ)            | Platin                                                                 | 20.000   |
| Vereinigtes Königreich (BPI) | Silber                                                                 | 60.000   |
| Insgesamt                    | 1× Silber · 1× Platin ·                                                | 80.000   |

Hauptartikel: Eric Clapton/Auszeichnungen für Musikverkäufe